# Nos ancêtres les Gauloises
Pour plus de détails, voir Fiche technique et Distribution.
Nos ancêtres les Gauloises est un film français réalisé par Christian Zerbib et sorti en 2011.

## Fiche technique
- Titre : Nos ancêtres les Gauloises
- Réalisation : Christian Zerbib
- Scénario : Christian Zerbib
- Photographie : David Chizallet
- Son : Jean Minondo
- Montage son / Mixage : Hervé Guyader
- Montage : Pauline Casalis
- Musique : Gréco Casadesus
- Sociétés de production : Veo2Max Films Productions - Les Films d'Ici
- Pays de production :  France
- Genre : documentaire
- Durée : 86 minutes
- Date de sortie : France - 9 novembre 2011

## Sélection
- Festival du film documentaire de Villedieu 2012[1]